# Lista över fornlämningar i Gotlands kommun (När)
Lista över fornlämningar i Gotlands kommun (När) är en förteckning av ett urval av de fornlämningar som finns i När i Gotlands kommun.
| Namn      | Lämningstyp                      | Tillkomsttid | Historisk indelning | Plats | Läge                 | ID-nr          | Bild                                 |
| --------- | -------------------------------- | ------------ | ------------------- | ----- | -------------------- | -------------- | ------------------------------------ |
| När 1:1   | Husgrund, förhistorisk/medeltida |              | När, Gotland        |       | 57.265685, 18.638094 | 10095500010001 | Ladda upp en bild av detta fornminne |
| När 3:1   | Stensättning                     |              | När, Gotland        |       | 57.272789, 18.699181 | 10095500030001 | Ladda upp en bild av detta fornminne |
| När 6:1   | Gravfält                         |              | När, Gotland        |       | 57.246686, 18.660987 | 10095500060001 | Ladda upp en bild av detta fornminne |
| När 7:1   | Gravfält                         |              | När, Gotland        |       | 57.231101, 18.662500 | 10095500070001 | Ladda upp en bild av detta fornminne |
| När 8:1   | Husgrund, historisk tid          |              | När, Gotland        |       | 57.222044, 18.645269 | 10095500080001 | Ladda upp en bild av detta fornminne |
| När 9:1   | Hällristning                     |              | När, Gotland        |       | 57.233959, 18.655702 | 11100000001385 | Ladda upp en bild av detta fornminne |
| När 9:3   | Hällristning                     |              | När, Gotland        |       | 57.233829, 18.655748 | 11100000001388 | Ladda upp en bild av detta fornminne |
| När 9:4   | Hällristning                     |              | När, Gotland        |       | 57.233752, 18.655798 | 11100000001389 | Ladda upp en bild av detta fornminne |
| När 9:5   | Hällristning                     |              | När, Gotland        |       | 57.233682, 18.655848 | 11100000001390 | Ladda upp en bild av detta fornminne |
| När 9:6   | Hällristning                     |              | När, Gotland        |       | 57.233763, 18.656652 | 11100000001391 | Ladda upp en bild av detta fornminne |
| När 9:7   | Hällristning                     |              | När, Gotland        |       | 57.233229, 18.656415 | 11100000001392 | Ladda upp en bild av detta fornminne |
| När 9:8   | Hällristning                     |              | När, Gotland        |       | 57.233202, 18.657395 | 11100000001393 | Ladda upp en bild av detta fornminne |
| När 9:9   | Hällristning                     |              | När, Gotland        |       | 57.233947, 18.658891 | 11100000001394 | Ladda upp en bild av detta fornminne |
| När 9:10  | Hällristning                     |              | När, Gotland        |       | 57.233551, 18.659630 | 11100000001386 | Ladda upp en bild av detta fornminne |
| När 11:1  | Gravfält                         |              | När, Gotland        |       | 57.246837, 18.646509 | 10095500110001 | Ladda upp en bild av detta fornminne |
| När 11:2  | Stensättning                     |              | När, Gotland        |       | 57.246753, 18.645610 | 10095500110002 | Ladda upp en bild av detta fornminne |
| När 12:1  | Gravfält                         |              | När, Gotland        |       | 57.246643, 18.677876 | 10095500120001 | Ladda upp en bild av detta fornminne |
| När 12:2  | Stensättning                     |              | När, Gotland        |       | 57.246778, 18.676776 | 10095500120002 | Ladda upp en bild av detta fornminne |
| När 14:1  | Husgrund, förhistorisk/medeltida |              | När, Gotland        |       | 57.239886, 18.637352 | 10095500140001 | Ladda upp en bild av detta fornminne |
| När 15:1  | Stensättning                     |              | När, Gotland        |       | 57.264843, 18.598619 | 10095500150001 | Ladda upp en bild av detta fornminne |
| När 16:1  | Gravfält                         |              | När, Gotland        |       | 57.263076, 18.603000 | 10095500160001 | Ladda upp en bild av detta fornminne |
| När 17:1  | Stensättning                     |              | När, Gotland        |       | 57.256552, 18.581810 | 10095500170001 | Ladda upp en bild av detta fornminne |
| När 18:1  | Gravfält                         |              | När, Gotland        |       | 57.257696, 18.582569 | 10095500180001 | Ladda upp en bild av detta fornminne |
| När 19:1  | Stensättning                     |              | När, Gotland        |       | 57.256542, 18.578102 | 10095500190001 | Ladda upp en bild av detta fornminne |
| När 20:1  | Stenkrets                        |              | När, Gotland        |       | 57.255428, 18.593136 | 10095500200001 | Ladda upp en bild av detta fornminne |
| När 21:1  | Stensättning                     |              | När, Gotland        |       | 57.261113, 18.590549 | 10095500210001 | Ladda upp en bild av detta fornminne |
| När 22:1  | Stensättning                     |              | När, Gotland        |       | 57.260182, 18.588657 | 10095500220001 | Ladda upp en bild av detta fornminne |
| När 22:2  | Stensättning                     |              | När, Gotland        |       | 57.260110, 18.588488 | 10095500220002 | Ladda upp en bild av detta fornminne |
| När 24:1  | Husgrund, förhistorisk/medeltida |              | När, Gotland        |       | 57.255955, 18.685553 | 10095500240001 | Ladda upp en bild av detta fornminne |
| När 26:1  | Stensättning                     |              | När, Gotland        |       | 57.248262, 18.658744 | 10095500260001 | Ladda upp en bild av detta fornminne |
| När 27:1  | Husgrund, förhistorisk/medeltida |              | När, Gotland        |       | 57.250345, 18.593083 | 10095500270001 | Ladda upp en bild av detta fornminne |
| När 27:2  | Husgrund, förhistorisk/medeltida |              | När, Gotland        |       | 57.250192, 18.593683 | 10095500270002 | Ladda upp en bild av detta fornminne |
| När 28:1  | Fornborg                         |              | När, Gotland        |       | 57.244934, 18.607123 | 10095500280001 | Ladda upp en bild av detta fornminne |
| När 29:1  | Stensättning                     |              | När, Gotland        |       | 57.235056, 18.585992 | 10095500290001 | Ladda upp en bild av detta fornminne |
| När 30:1  | Stensättning                     |              | När, Gotland        |       | 57.222215, 18.571284 | 10095500300001 | Ladda upp en bild av detta fornminne |
| När 31:1  | Stensättning                     |              | När, Gotland        |       | 57.222510, 18.572854 | 10095500310001 | Ladda upp en bild av detta fornminne |
| När 32:1  | Gravfält                         |              | När, Gotland        |       | 57.230686, 18.589952 | 10095500320001 | Ladda upp en bild av detta fornminne |
| När 33:1  | Hällristning                     |              | När, Gotland        |       | 57.222163, 18.580604 | 11100000001395 | Ladda upp en bild av detta fornminne |
| När 33:2  | Hällristning                     |              | När, Gotland        |       | 57.222167, 18.580601 | 11100000001396 | Ladda upp en bild av detta fornminne |
| När 33:3  | Hällristning                     |              | När, Gotland        |       | 57.222167, 18.580601 | 11100000001397 | Ladda upp en bild av detta fornminne |
| När 33:4  | Hällristning                     |              | När, Gotland        |       | 57.222170, 18.580591 | 11100000001398 | Ladda upp en bild av detta fornminne |
| När 36:1  | Hällristning                     |              | När, Gotland        |       | 57.222214, 18.584997 | 10095500360001 | Ladda upp en bild av detta fornminne |
| När 37:1  | Hällristning                     |              | När, Gotland        |       | 57.222126, 18.585463 | 11100000001401 | Ladda upp en bild av detta fornminne |
| När 38:1  | Hällristning                     |              | När, Gotland        |       | 57.221584, 18.582059 | 10095500380001 | Ladda upp en bild av detta fornminne |
| När 41:1  | Hällristning                     |              | När, Gotland        |       | 57.223428, 18.626129 | 11100000001402 | Ladda upp en bild av detta fornminne |
| När 41:2  | Hällristning                     |              | När, Gotland        |       | 57.223358, 18.626087 | 11100000001403 | Ladda upp en bild av detta fornminne |
| När 42:1  | Gravfält                         |              | När, Gotland        |       | 57.240578, 18.639549 | 10095500420001 | Ladda upp en bild av detta fornminne |
| När 44:1  | Husgrund, förhistorisk/medeltida |              | När, Gotland        |       | 57.268226, 18.631741 | 10095500440001 | Ladda upp en bild av detta fornminne |
| När 45:1  | Hällristning                     |              | När, Gotland        |       | 57.253869, 18.674635 | 11100000001404 | Ladda upp en bild av detta fornminne |
| När 45:2  | Hällristning                     |              | När, Gotland        |       | 57.253869, 18.674635 | 11100000001405 | Ladda upp en bild av detta fornminne |
| När 60:1  | Stensättning                     |              | När, Gotland        |       | 57.231847, 18.600482 | 10095500600001 | Ladda upp en bild av detta fornminne |
| När 70:1  | Stensättning                     |              | När, Gotland        |       | 57.232037, 18.602045 | 10095500700001 | Ladda upp en bild av detta fornminne |
| När 71:1  | Gravfält                         |              | När, Gotland        |       | 57.230830, 18.592540 | 10095500710001 | Ladda upp en bild av detta fornminne |
| När 73:1  | Stenkrets                        |              | När, Gotland        |       | 57.234875, 18.589629 | 10095500730001 | Ladda upp en bild av detta fornminne |
| När 83:1  | Fornborg                         |              | När, Gotland        |       | 57.243424, 18.607741 | 10095500830001 | Ladda upp en bild av detta fornminne |
| När 90:1  | Gravfält                         |              | När, Gotland        |       | 57.264063, 18.592788 | 10095500900001 | Ladda upp en bild av detta fornminne |
| När 91:1  | Stensättning                     |              | När, Gotland        |       | 57.259742, 18.587221 | 10095500910001 | Ladda upp en bild av detta fornminne |
| När 98:1  | Stensättning                     |              | När, Gotland        |       | 57.263643, 18.601486 | 10095500980001 | Ladda upp en bild av detta fornminne |
| När 107:1 | Gravfält                         |              | När, Gotland        |       | 57.244851, 18.646994 | 10095501070001 | Ladda upp en bild av detta fornminne |
| När 110:2 | Hällristning                     |              | När, Gotland        |       | 57.254936, 18.675397 | 11100000001037 | Ladda upp en bild av detta fornminne |
| När 122:1 | Gravfält                         |              | När, Gotland        |       | 57.240697, 18.642782 | 10095501220001 | Ladda upp en bild av detta fornminne |
| När 126:1 | Hällristning                     |              | När, Gotland        |       | 57.250244, 18.618388 | 11100000001038 | Ladda upp en bild av detta fornminne |
| När 127:1 | Gravfält                         |              | När, Gotland        |       | 57.224651, 18.645814 | 10095501270001 | Ladda upp en bild av detta fornminne |
| När 130:1 | Grav markerad av sten/block      |              | När, Gotland        |       | 57.230458, 18.633182 | 10095501300001 | Ladda upp en bild av detta fornminne |
| När 131:1 | Hällristning                     |              | När, Gotland        |       | 57.225778, 18.638067 | 11100000001039 | Ladda upp en bild av detta fornminne |
| När 132:1 | Runristning                      |              | När, Gotland        |       | 57.221721, 18.624075 | 10095501320001 | Ladda upp en bild av detta fornminne |
| När 140:1 | Hällristning                     |              | När, Gotland        |       | 57.225490, 18.637971 | 11100000001040 | Ladda upp en bild av detta fornminne |
| När 145:1 | Grav- och boplatsområde          |              | När, Gotland        |       | 57.233480, 18.583398 | 10095501450001 | Ladda upp en bild av detta fornminne |
| När 154:2 | Hällristning                     |              | När, Gotland        |       | 57.243349, 18.642289 | 11100000001095 | Ladda upp en bild av detta fornminne |
| När 160:2 | Husgrund, förhistorisk/medeltida |              | När, Gotland        |       | 57.221701, 18.642301 | 10095501600002 | Ladda upp en bild av detta fornminne |
| När 161:1 | Husgrund, historisk tid          |              | När, Gotland        |       | 57.254007, 18.620508 | 10095501610001 | Ladda upp en bild av detta fornminne |
| När 162:1 | Husgrund, förhistorisk/medeltida |              | När, Gotland        |       | 57.225423, 18.593354 | 10095501620001 | Ladda upp en bild av detta fornminne |
| När 163:1 | Hällristning                     |              | När, Gotland        |       | 57.225239, 18.639422 | 11100000001096 | Ladda upp en bild av detta fornminne |
| När 163:2 | Hällristning                     |              | När, Gotland        |       | 57.225412, 18.639272 | 11100000001097 | Ladda upp en bild av detta fornminne |
| När 164:2 | Hällristning                     |              | När, Gotland        |       | 57.252136, 18.622658 | 11100000001098 | Ladda upp en bild av detta fornminne |
| När 174:1 | Hällristning                     |              | När, Gotland        |       | 57.223438, 18.578343 | 11100000001099 | Ladda upp en bild av detta fornminne |
| När 176:1 | Fästning/skans                   |              | När, Gotland        |       | 57.228960, 18.662880 | 10095501760001 | Ladda upp en bild av detta fornminne |
| När 181:1 | Hällristning                     |              | När, Gotland        |       | 57.222009, 18.589501 | 11100000001100 | Ladda upp en bild av detta fornminne |
| När 181:2 | Hällristning                     |              | När, Gotland        |       | 57.221985, 18.590419 | 11100000001101 | Ladda upp en bild av detta fornminne |
| När 195:1 | Stensättning                     |              | När, Gotland        |       | 57.329305, 18.678766 | 10095501950001 | Ladda upp en bild av detta fornminne |